# Tvåtjärnarna (Bollnäs socken, Hälsingland)
Tvåtjärnarna är en sjö i Bollnäs kommun i Hälsingland och ingår i Ljusnans huvudavrinningsområde. Sjön är 13,3 meter djup, har en yta på 0,0601 kvadratkilometer och befinner sig 165,1 meter över havet.

## Delavrinningsområde
Tvåtjärnarna ingår i det delavrinningsområde (681317-153906) som SMHI kallar för Utloppet av Stora Vensjön. Medelhöjden är 166 meter över havet och ytan är 6,08 kvadratkilometer. Räknas de 3 avrinningsområdena uppströms in blir den ackumulerade arean 31,35 kvadratkilometer. Växboån som avvattnar avrinningsområdet har biflödesordning 2, vilket innebär att vattnet flödar genom totalt 2 vattendrag innan det når havet efter 65 kilometer. Avrinningsområdet består mestadels av skog (75 procent). Avrinningsområdet har 0,27 kvadratkilometer vattenytor vilket ger det en sjöprocent på 4,5 procent.